# Henry Irving
Pour les articles homonymes, voir Henry King Irving et Irving.
 (novembre 2012).
Sir Henry Irving, né John Henry Brodribb le 6 février 1838 à Keinton Mandeville (Somerset) et mort le 13 octobre 1905 à Bradford, est un acteur de théâtre anglais de l'époque victorienne, connu aussi comme régisseur pour avoir endossé toutes les responsabilités du théâtre (supervision des arrangements, éclairage, mise en scène, casting, et tout en assurant les premiers rôles), saison après saison, au Lyceum Theatre de Londres ; il se définissait lui-même et sa compagnie comme représentatifs du théâtre classique anglais. Il fut le premier acteur à recevoir en récompense le titre de chevalier. Irving est supposé avoir inspiré Dracula, le personnage-titre du roman de Bram Stoker publié en 1897.

## Biographie
Irving est né dans une famille ouvrière à Keinton Mandeville, petit village du comté de Somerset situé à une dizaine de kilomètres à l'ouest de Castle Cary. Le célèbre poète W.H. Davies était un cousin. Il fréquenta pendant 2 ans l'École publique de commerce (City Commercial School) avant d'aller travailler, à l'âge de 13 ans, dans un cabinet d'avocats. Après quelques années d'école lorsqu'il vivait à Halsetown près de St Ives, il devint employé pour une compagnie de marchands londoniens d'Inde orientale, mais mit assez vite un terme à sa carrière commerciale pour devenir acteur.
Il épousa Florence O'Callaghan le 15 juillet 1869 à St Marylebone Parish Church, à Londres.
Son fils aîné, Harry Brodribb Irving (1870–1919), connu comme « H B Irving », devint un acteur réputé et, plus tard, directeur de théâtre.
En novembre 1882, Irving devint franc-maçon ; il fut initié à Londres dans la prestigieuse loge de Jérusalem no 197.
Sa relation avec l'actrice Ellen Terry fit l'objet de bon nombre de spéculations historiques selon l'ouvrage de Michael Holroyd, A Strange Eventful History. La plus grande partie de leur correspondance fut perdue ou brûlée par leurs descendants.
Irving mourut en tournée d'un AVC à l'âge de 67 ans, durant une représentation donnée à Bradford le 13 octobre 1905.
Il fut incinéré et ses cendres enterrées dans l'Abbaye de Westminster, devenant ainsi la première personne incinérée à y être enterrée. Une statue de lui est édifiée près du National Portrait Gallery de Londres. Cette statue, tout comme l'influence d'Irving lui-même, tient une place importante dans le roman de Robertson Davies, World of Wonders.
Le Irving Memorial Garden a été inauguré le 19 juillet 1951 par Laurence Olivier.

## Carrière

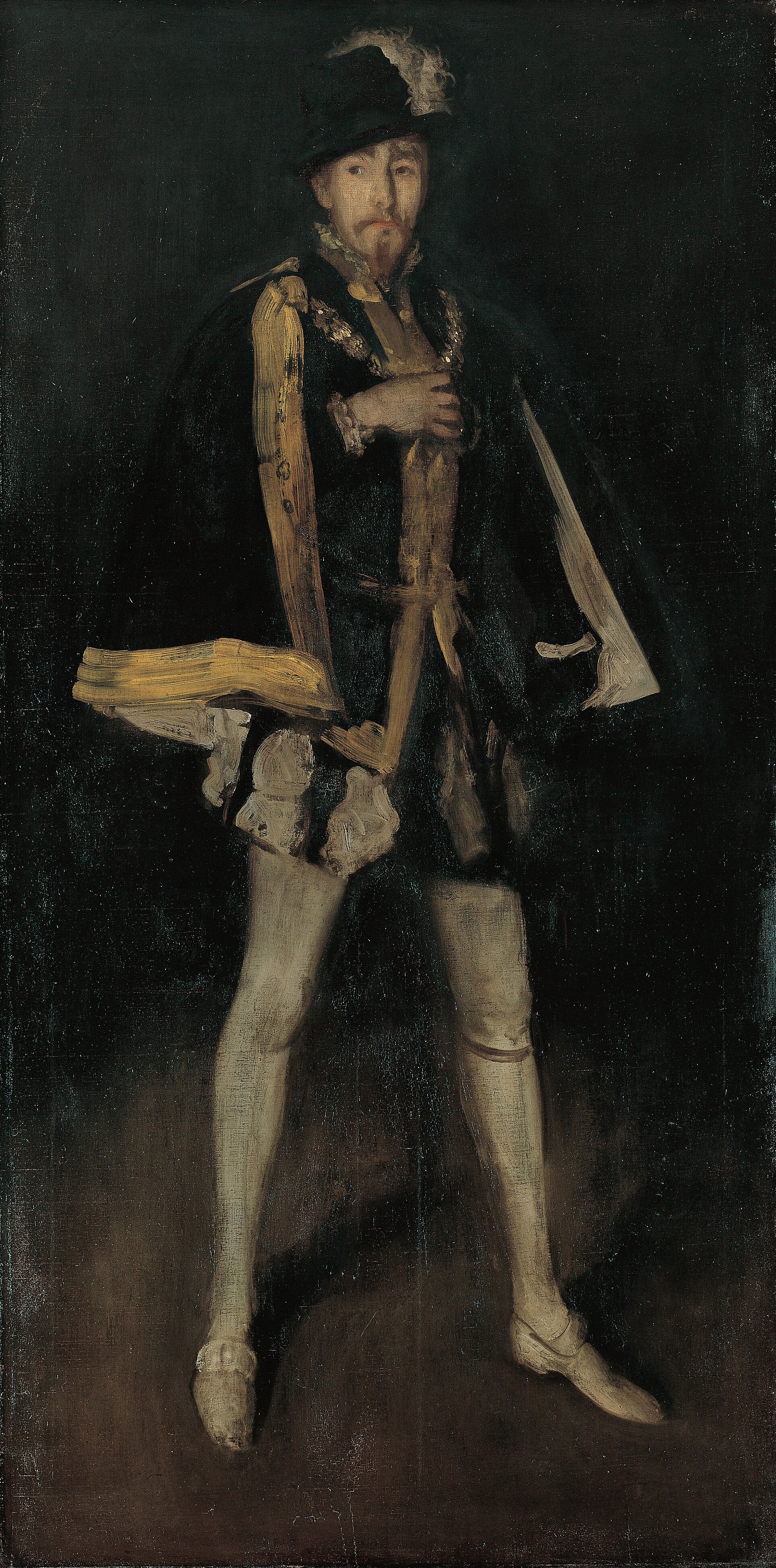
Arrangement in Black, No. 3: Sir Henry Irving as Philip II of Spain
Whistler, 1876 et 1885
New York, Metropolitan Museum of Art

Il parut pour la première fois sur scène au théâtre de Sunderland le 29 octobre 1856. De 1856 à 1866, il se produisit dans les théâtres des villes d'Edimbourg, de Londres (Théâtre de la Princesse), Glasgow, Manchester, Liverpool (Théâtre Prince-de-Galles). De retour à Londres, il passa en 1867 au Théâtre Saint James, en mai 1870 au Théâtre de Vaudeville, et enfin en novembre 1871 au Lyceum, engagé par H. L. Bateman, où il triompha dans la pièce The Bells, une version du Juif Polonais d'Erckmann-Chatrian.
Le peintre impressionniste Whistler réalise son portrait en 1875. Il rappelle les portraits de cour de Diego Velázquez par son format, sa pose et sa palette restreinte. Whistler avait été impressionné par l'apparition de l'acteur dans le rôle du grand-père de Philippe IV, le patron de Velázquez, dans la pièce en vers d'Alfred Lord Tennyson, Queen Mary Tudor. En discutant de la toile de Whistler en 1907, l'actrice Ellen Terry a suggéré les associations avec Velázquez que l'acteur et l'artiste auraient pu avoir en tête en imitant le style du maître espagnol.
Le 30 décembre 1878, il reprit la direction du Lyceum Theatre après le départ à la retraite de son prédécesseur et y fît ses représentations shakespeariennes dans lesquelles il excellait dans les rôles tragiques d'Hamlet, de Macbeth et d'Othello.
En juillet 1883, il entama, avec sa troupe du Lyceum, une tournée de trois ans aux États-Unis et en 1884, Joseph Hatton a raconté ce voyage sous le titre : Henry Irving's impressions of America.
De retour à Londres en 1886, il reprît la direction de son Lyceum Theatre pour ne plus le quitter jusqu'à son décès en 1905.

Représentations
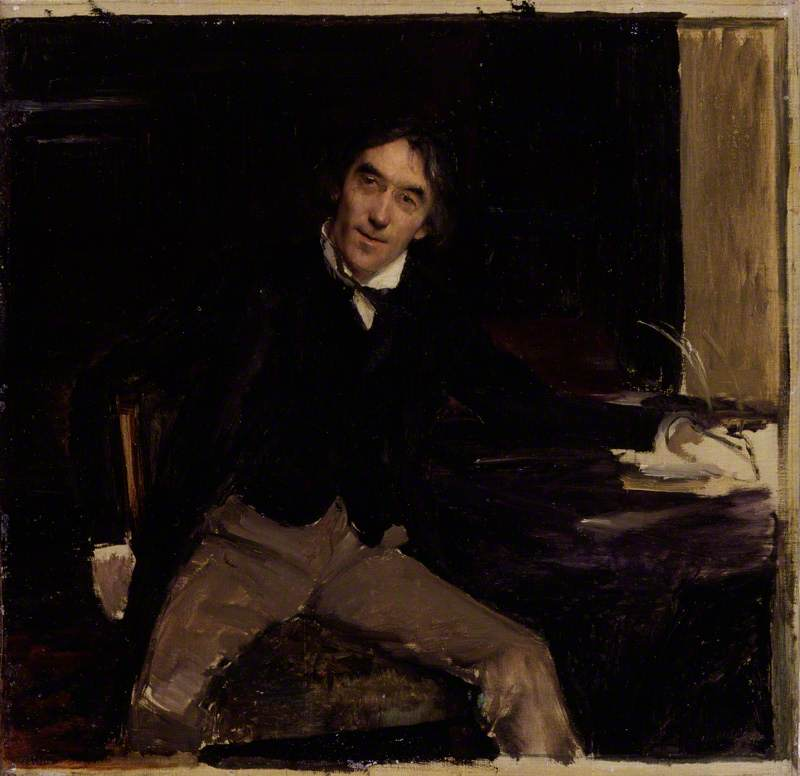
Sir Henry Irving, 1880 par Jules Bastien-Lepage National Portrait Gallery, Londres
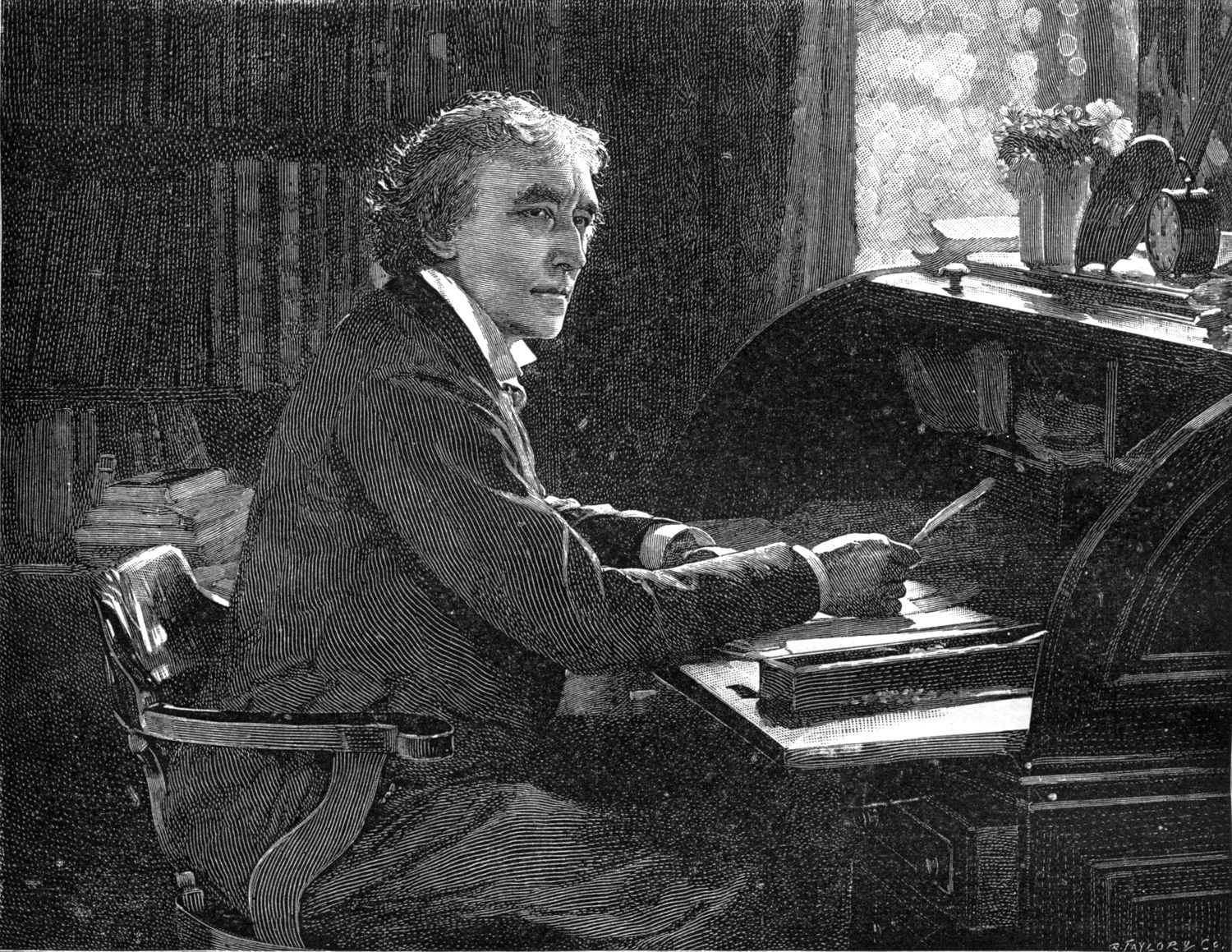
Henry Irving à son bureau en 1892
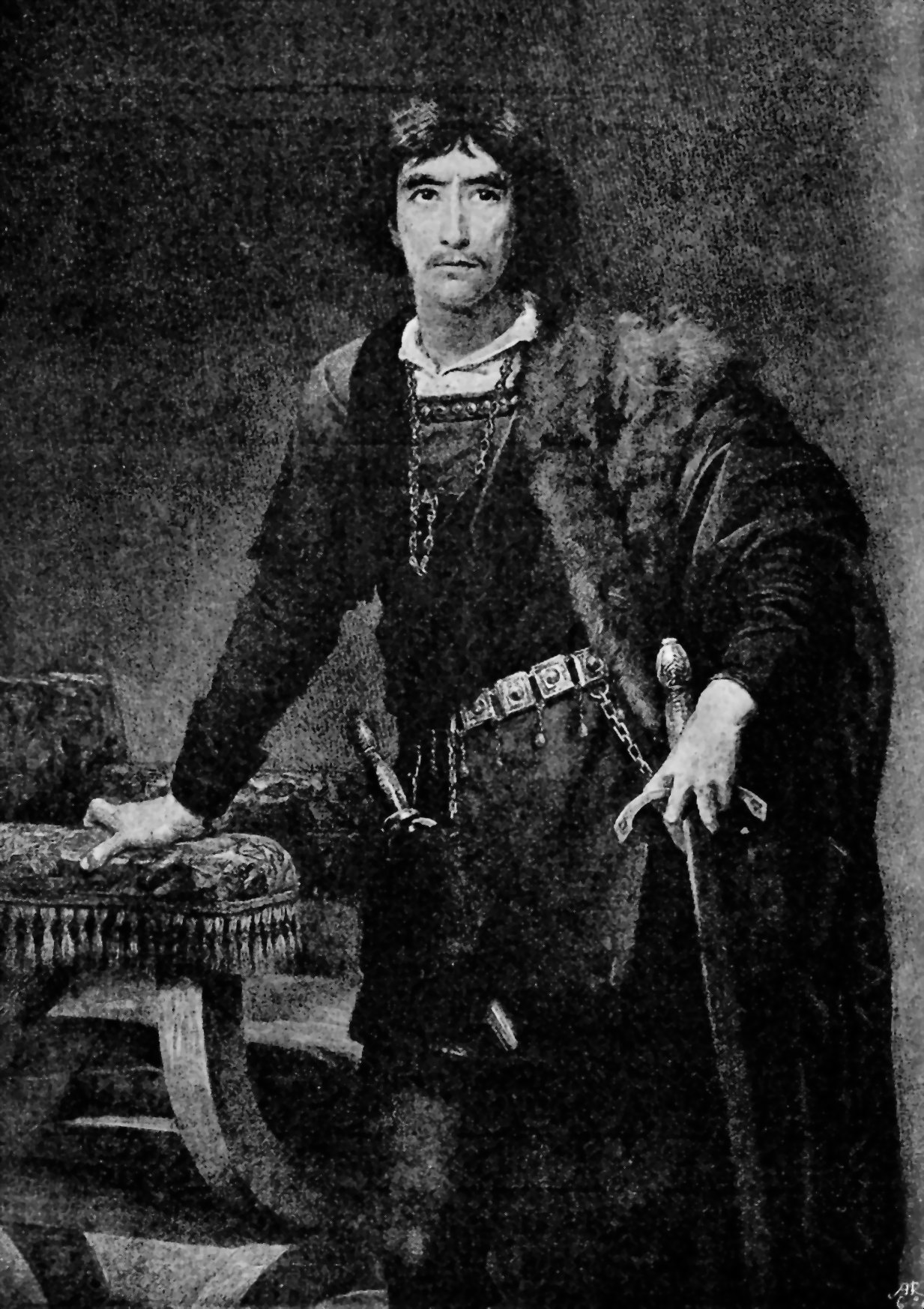
Sir Henry Irving, en Hamlet, 1893 Magazine The Idler

## Réception critique
Que ce soit sur scène ou en dehors, Irving a toujours tenu sa profession en haute estime ; il reçut en 1895 le grade de Chevalier, jamais jusqu'alors accordé à un acteur. Il a également reçu des doctorats honoris causa du Trinity College de Dublin, de l'université de Cambridge, et de l'université de Glasgow.

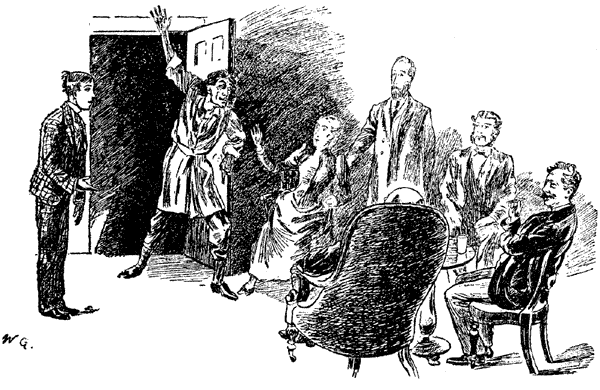
M. Burwin-Fossleton à la façon d'Henry Irving, chapitre XI de The Diary of a Nobody.

Son jeu d'acteur divisa les critiques ; les opinions divergent quant à la mesure dans laquelle ses tics vocaux et son comportement perturbé influençaient l'expression de ses idées.
Le style original du jeu d'Irving et son effet sur les acteurs amateurs ont été quelque peu moqués dans The Diary of a Nobody. 

## Postérité

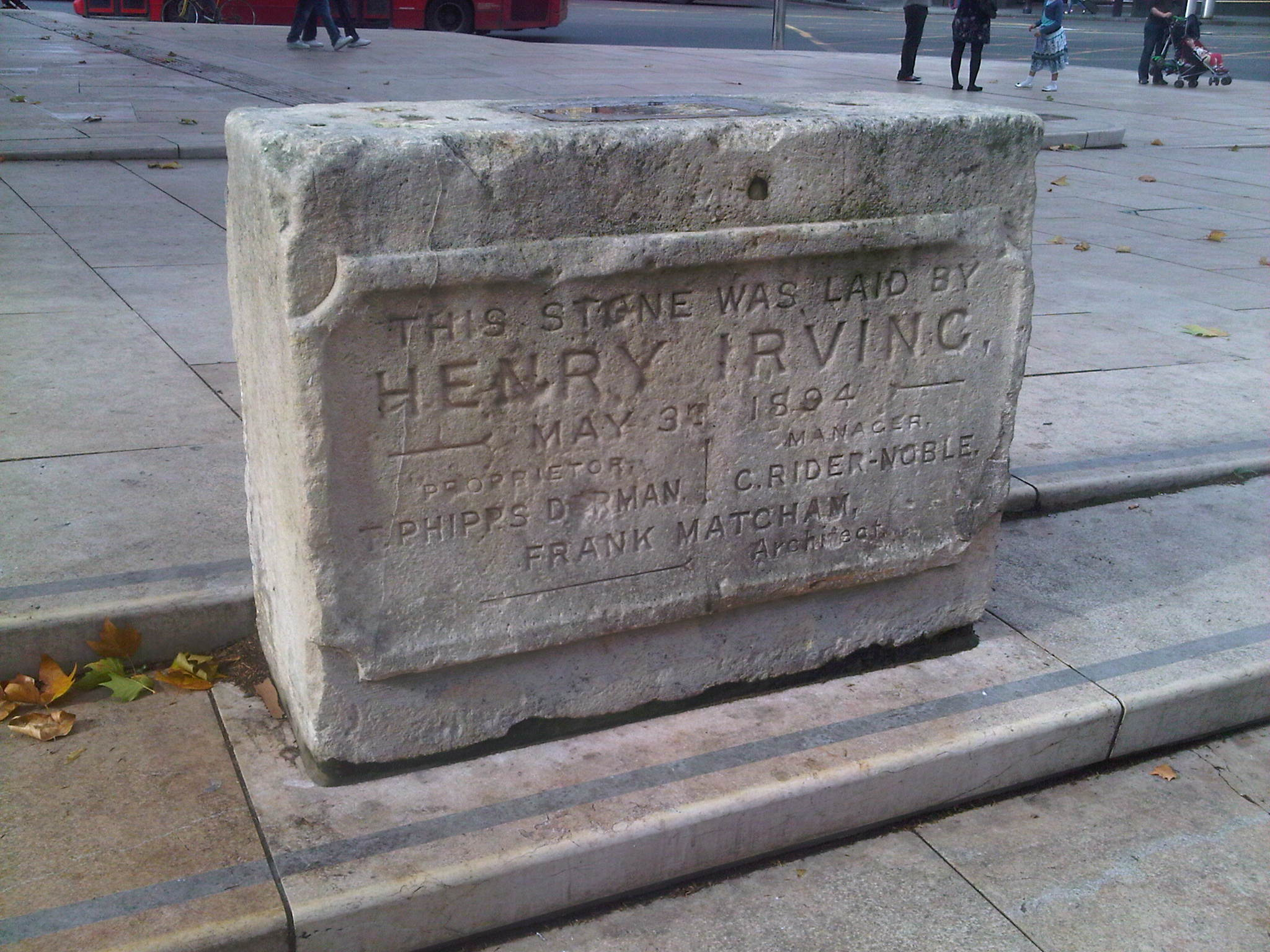
Mémorial d'Irving à Brixton.

En 1906, Bram Stoker (l'auteur de Dracula), publia une biographie d'Henry Irving en deux volumes nommée Personal Reminiscences of Henry Irving.